# Temperament
Temperament (gr. ταμπεραμέντο, lat. temperamentum, ćud) je tipičan način emocionalnog doživljavanja i reagiranja i nije skup stečenih osobina, već je pretežno uvjetovan nasljednim čimbenicima. Razvoj temperamenta ovisi o funkcioniranju vegetativnog živčanog sustava i žlijezda s unutarnjim lučenjem. Iako je pri oblikovanju temperamenta utjecaj socijalnih čimbenika gotovo neznatan, on se ipak očituje u načinima izražavanja emocija, ovisno o kulturnoj sredini. Općenito govoreći, temperament čovjeka očituje se u jačini emocionalnog doživljavanja, brzini izmjenjivanja emocionalnih stanja, načinu kako se emocije izražavaju te općem tonu raspoloženja koje kod čovjeka prevladava. Ovisno o tome kako se ti aspekti emocionalnog života oblikuju i izražavaju, ljudi se pokušavaju svrstavati u razne tipove temperamenata. Najstarija takva podjela potječe od grčkog liječnika Hipokrata, iz 4. st. pr. Krista, a kasnije ju je preuzeo rimski liječnik Galen, i to se shvaćanje održalo sve do današnjih dana, u nešto izmijenjenom i znanstveno osnovanijem obliku. Ti tipovi su: sangvinik, kolerik, melankolik i flegmatik. Naravno da bi bilo teško sve svoje poznanike i prijatelje, kao i samoga sebe svrstati bez ostatka u neki tip. "Čisti" tipovi u životu ne postoje, stvarni ljudi imaju zbroj mnogih osobina koje nalazimo u tim pretpostavljenim tipovima. Koncepcija crta osobnosti podrazumijeva da svaki čovjek ima niz relativno izraženih osobina, više ili manje zavisnih. Glavnim crtama temperamenta smatraju se: emocionalna stabilnost – nestabilnost, optimizam – pesimizam, ekstrovertiranost – introvertiranost. Crte temperamenta logički su kontinuumi na čijim su krajevima suprotne kvalitete. Ne postoji dobar ili loš temperament. Kažemo da ćemo sve tipove temperamenata naći među zločincima, kao i to da ćemo sve tipove temperamenata naći među svecima.

## Četiri vrste temperamenta
1. sangvinik (omiljeni sangvinik; govornik; ekstrovertiran, optimist)
2. kolerik (snažni kolerik; onaj koji djeluje; ekstrovertiran, pesimist)
3. melankolik (savršeni melankolik; mislilac; introvertiran, pesimist)
4. flegmatik (spokojni flegmatik; promatrač; introvertiran, optimist)

## Vanjske poveznice
- temperament Hrvatska enciklopedija. LZMK
- LZMK / Proleksis enciklopedija: temperament
- LZMK / Hrvatski obiteljski leksikon: temperament
- Bitno.net – Što je temperament?  Arhivirana inačica izvorne stranice od 7. lipnja 2015. (Wayback Machine)